# Chiesa di San Bartolomeo (Lugano)
La chiesa parrocchiale di San Bartolomeo è un edificio religioso che si trova a Davesco-Soragno, quartiere della città di Lugano.

## Storia
La struttura viene citata per la prima volta in documenti storici risalenti al 1366. Nel 1814 venne radicalmente rimaneggiata e ritrasformata nuovamente durante la ristrutturazione del 1969.

## Descrizione
La chiesa ha una pianta ad unica navata suddivisa in tre campate, ricoperte da una volta a botte. Il presbiterio è invece ricoperto da una volta a vela. Sui fianchi della navata si aprono due cappelle laterali.